# Amata torquatus
Amata torquatus är en fjärilsart som beskrevs av John Henry Leech 1889. Amata torquatus ingår i släktet Amata och familjen björnspinnare. Inga underarter finns listade i Catalogue of Life.